# Phelps Dodge
Die Phelps Dodge Corporation war ein US-Unternehmen im Bereich Kupfer- und Molybdän-Bergbau und wurde im März 2007 von Freeport-McMoRan übernommen.

## Geschichte
Phelps Dodge wurde 1834 von Anson Green Phelps und William E. Dodge gegründet. Anfangs operierte das Unternehmen im Import-Export-Handel, das in den Vereinigten Staaten angebaute Baumwolle nach England schiffte und auf der Rücktour Zinn, Eisen und Kupfer und andere Metalle nach den USA brachte.
Im Laufe der Jahrzehnte begann das Unternehmen mit dem Aufbau von eigenen Minen, als die Amerikaner im Westen Mineralien, insbesondere aber Kupfer, entdeckten. Das Unternehmen konzentrierte sich auf Kupferwaren und Kupferkabel für die wachsende amerikanische Wirtschaft. Während der Industriellen Revolution begann das Unternehmen mit der Investition in neue Eisenbahnlinien, insbesondere um die eigene Stellung im Westen der USA für die Minen zu stärken (speziell im kupferreichen Arizona). In den letzten Jahrzehnten des 19. Jahrhunderts begann die Phelps Dodge Corporation neben ihren Metallen auch Holz und Holzprodukte anzubieten.
1881 erwarb das Unternehmen die Mehrheit an der Detroit Copper Mining Company of Arizona.
Zuletzt war Phelps Dodge Corporation Eigentümer von Kupferbergwerken in Bagdad, Morenci (Arizona), Sierrita (Arizona), Miami (Arizona), und Tyrone (New Mexico) sowie der El Chino Mine (New Mexico). Dort wurde auch Molybdän abgebaut.
In Südamerika hatte das Unternehmen mehrere sehr große Kupferbergwerke in Chile und Peru. In der Demokratischen Republik Kongo war das Unternehmen der größte Mehrheitseigentümer und Initiator des Tenke-Fungurume-Projektes, welches möglicherweise das weltgrößte Kupfer/Kobalt Minenbergwerksprojekt darstellte.
Der US-Kupferkonzern Phelps Dodge kündigte im Juni 2006 für 40 Mrd. US-Dollar den Kauf von zwei kanadischen Bergbau-Unternehmen an. Mit der Übernahme von Inco und Falconbridge wäre aus dem in Phoenix ansässigen Unternehmen der weltgrößte Nickel-Produzent sowie der weltgrößte börsennotierte Kupferhersteller geworden. Die Übernahme scheiterte aber 2006: Falconbridge wurde von dem Schweizer Unternehmen Xstrata, Inco vom brasilianischen Bergbaukonzern Companhia Vale do Rio Doce (CVRD) übernommen.
Das Unternehmen beschäftigte mehr als 13.500 Angestellte und Arbeiter weltweit.
Am 19. November 2006 gab das US-amerikanische Unternehmen Freeport-McMoRan bekannt, dass es plane das Unternehmen Phelps Dodge zu übernehmen.
Im März 2007 wurde die Übernahme rechtskräftig.